# Heptamino

Quelques heptaminos

En mathématiques, un heptamino (ou 7-omino) est un polyomino d'ordre 7, c'est-à-dire une figure géométrique plane composée de 7 carrés de taille égale, reliés bord à bord. Le nom de ce type de figure est formé avec le préfixe "hept(a)-". Lorsque les figures semblables par  rotations et réflexions ne sont pas considérées comme des formes distinctes, il existe 108 heptaminos dits libres. Si l'on considère les figure obtenues par réflexions comme distinctes, on compte 196 heptaminos dit unilatéraux. Enfin, si l'on considère à la fois celles obtenues par réflexions et rotations comme distinctes, on recense 760 heptaminos dits fixés,.

## Symétrie
La figure montre tous les heptaminos libres possibles, colorés en fonction de leurs groupes de symétrie :

Les 108 heptaminos libres

- 84 heptaminos (colorés en gris) n'ont pas de symétrie. Leur groupe de symétrie consiste uniquement en l'application identité.
- 9 heptaminos (colorés en rouge) ont un axe de symétrie aligné avec le quadrillage. Leur groupe de symétrie comporte deux éléments, l'identité et une symétrie dont l'axe passe par une médiane d'un carré.

- 7 heptaminos (de couleur verte)possèdent un axe de symétrie à 45 degrés par rapport au quadrillage. Leur groupe de symétrie comporte deux éléments : l'identité (aucun changement) et une symétrie dont l'axe passe par la diagonale d'un carré.

- 4 heptaminos (colorés en bleu) présentent un centre de symétrie, également appelée symétrie de rotation d'ordre 2. Leur groupe de symétrie est composé de deux éléments : l'identité (aucun changement) et la rotation à 180 degrés. Cela signifie que ces heptaminos ont une symétrie de rotation de 180 degrés autour d'un point central.

- 3 heptaminos (colorés en violet) ont deux axes de symétrie de réflexion, tous deux alignés avec le quadrillage. Leur groupe de symétrie comporte quatre éléments, l'identité, deux réflexions et la rotation à 180°. Il s'agit du groupe diédral d'ordre 2, également connu sous le nom de quatre-groupes de Klein.
- 1 heptamino (de couleur orange) possède deux axes de symétrie de réflexion, tous deux alignés avec les diagonales. Son groupe de symétrie comporte également quatre éléments. Son groupe de symétrie est aussi le groupe dièdre d'ordre 2 à quatre éléments.

Si on tient compte de l'orientation, comme c'est le cas pour les heptaminos unilatéraux, alors les première et quatrième catégories ci-dessus doubleraient chacune de taille, ce qui donnerait 88 heptomino supplémentaires pour un total de 196 heptaminos unilatéraux.
Si l'on considère les heptaminos fixés , alors il y a huit plus d'heptaminos de la première catégorie, quatre fois plus d'heptaminos dans les catégories 2 à 4, et deux fois plus d'heptaminos dans les deux dernières catégories. Cela donne le total de
84   × 8 + (9  + 7  + 4 ) × 4 + (3  + 1 ) × 2 = 760 heptaminos dits fixés.

## Pavage et regroupement
Parmi les 108 heptaminos libres, 101 satisfont le critère de Conway (en) et 3 autres peuvent se regrouper pour le respecter. Ils peuvent donc paver le plan. Ainsi seuls 4 heptaminos sont incapables de réaliser un pavage du plan.

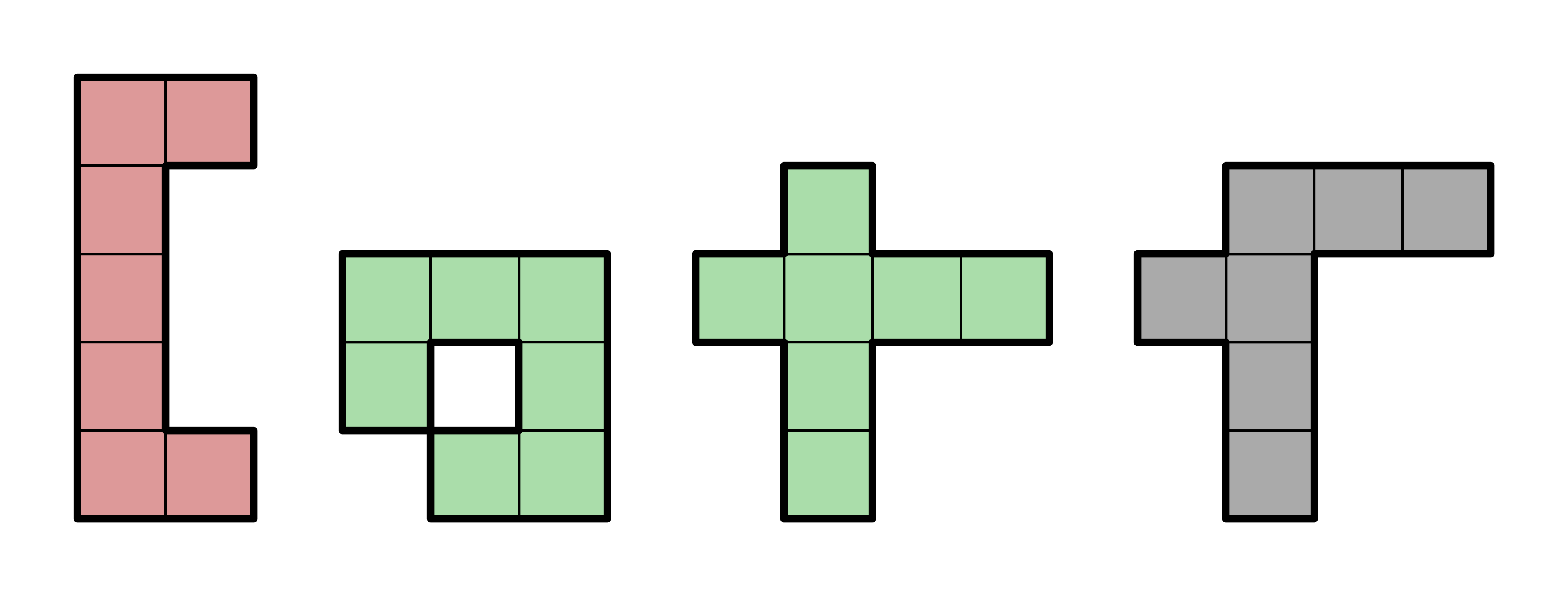
Les quatre heptaminos incapables de paver le plan, y compris celui possédant un trou.

Bien qu'un ensemble complet des 108 heptaminos libres regroupe 756 carrés, il n'est pas possible de paver un rectangle avec cet ensemble. La preuve de ceci est triviale, puisqu'il y a un heptamino qui a un trou. Il est également impossible de les faire tenir dans un rectangle de 757 cases avec un trou d'une case car 757 est un nombre premier.
Cependant, l'ensemble des 107 heptaminos libres simplement connexes - c'est-à-dire ceux qui n'ont pas de trou - peut carreler un rectangle de 7 x 107 (749 carrés). En outre, l'ensemble complet d'heptaminos libres peut carreler trois rectangles de 11 sur 23 (253 carrés), chacun avec un trou d'un carré au centre ; l'ensemble complet peut également carreler douze carrés de 8 sur 8 (64 carrés) avec un trou d'un carré au centre.